# Ultras (album)
| Recensione | Giudizio |
| ---------- | -------- |
| Rockol     | 7/10     |

Ultras è una colonna sonora del cantante italiano Liberato, pubblicato il 23 marzo 2020 e facente parte dell'omonimo film.

## Tracce
1. Grazia – 3:08
2. We Come from Napoli (feat. 3D e Gaika) – 4:16
3. Rione Terra – 4:10
4. Vienn' ccà (part I) – 8:31
5. 'O core nun tene padrone (feat. 3D) (Apache mix) – 3:54
6. Luntan' – 3:37
7. Graziella – 5:01
8. Vienn' ccà (part II) (feat. 3D) – 5:31
9. Amma stà vicin – 5:03
10. 'A mamm' e chi 'nnallùcc' – 4:52
11. 'O core nun tene padrone (feat. 3D) (NNN mix) – 4:25
12. Funiculì funiculà – 1:04
13. Cchiù fort' – 4:03
14. Graziocazz – 1:45